# サルジャング・ハーン・ジャジ
サルジャング・ハーン・ジャジ（1924年 - ）は、アフガニスタンの軍人。中将。

## 経歴
パクティヤー州ジャジ郡ラジャ・アフマドヘリ村出身。パシュトゥーン人、アフマドヘリ（ジャジ）部族。1941年にカーブル士官学校を卒業。
1944年～1946年、王立騎兵連隊の将校。その後、カブール陸軍大学で講師を務めた。1957年、トルコの陸軍参謀将校大学を卒業。
1972年から第17師団（ヘラート）参謀長、第15師団（カンダハール）長、第14師団（ガズニー）長、第17師団長を歴任。アフガニスタン人民民主党に所属する青年将校を庇護したが、自身は入党しなかった。
1978年の四月革命後、ラグマーン州知事兼第20師団（ナフリン）長。その後間もなく退役し、私人となった。
1985年、ロヤ・ジルガの代表。同年12月28日から民族・部族問題担当顧問。